# Volcano (film fra 1997)
 For alternative betydninger, se Volcano. (Se også artikler, som begynder med Volcano)
Volcano er en amerikansk katastrofefilm fra 1997, der blev instrueret af Mick Jackson og produceret Andrew Z. Davis, Neal H. Moritz og Lauren Shuler Donner. Historien er baseret på et manuskript skrevet af Jerome Armstrong og Billy Ray. Filmen har Tommy Lee Jones, Anne Heche og Don Cheadle i de bærende roller. Jones' spiller rollen som en beredskabsmand, der skal forsøge at redde indbyggerne i Los Angeles fra lava der flyder i gaderne.

## Plot oversigt
Det er en fredelig tid i Los Angeles, Californien, indtil en størrelsesorden forårsager en pludselig forstyrrelse. Michael Roark, direktøren for byens kontor for beredskab, insisterer på at tage på arbejde, selvom han har været på ferie med sin teenagedatter Kelly og hunden Max. Efter at have erfaret, at forsyningsarbejdere blev brændt ihjel af sennepsgasser i kloaksystemet, forsøger Michael at standse aktiviteterne i metrolinjerne, men den administrerende direktør for transportmyndigheden i storbyerne, Stanley Ober, er imod, fordi han føler, at der ikke er en sådan trussel. Michael og Gator Harris begiver sig gennem kloaksystemet, indtil en strøm af sennepsgas kommer frem, og begge mænd kommer sikkert ud. Michael møder en seismolog ved navn Amy Barnes, som teoretiserer, at en vulkan kan dannes under jorden.
Klokken 5.00 om morgenen navigerer Amy og Rachael i kloakvandet for at tage prøver. Endnu et jordskælv rammer, som har dobbelt så meget strøm som det før, hvilket forårsager strømafbrydelse i hele byen. I processen afsporer et tog i metroen, og Rachael bliver trukket ned under ihjel, efter at et hul åbner sig under hende, der udløser en strøm af sennepsgas. Mens Michael og Kelly navigerer rundt i gaderne, dukker en askesky op fra tjæregravene, der udløser en spærreild af varme sten, smadrer flere bygninger og nedbryder en brandbil. Michael og andre tager sig af de nedskudte brandmænd, men ikke før længe har en nydannet underjordisk vulkan erstattet stedet på stedet for tjæregravene og begynder at bryde ud og udløse en strøm af lava, der ødelægger alt på dens vej. Kelly beder om sin fars hjælp, men en varm sten blokerer hendes flugt og brænder hendes højre ben. Michael redder sin datter, men hans køretøj bliver udslettet af lavastrømmen. En brandmand forsøger at redde en anden i den nedskudte brandbil, kun for sent til, at de begge kan blive dræbt af lavastrømmen, som også bringer brandbilen med sig.
Michael overlader sin datter til Jaye Calder, den ledende læge, for at blive behandlet for hendes forbrændinger. Michael bliver tilbage og rekrutterer andre civile til at kæmpe mod vulkanen. Stanley og hans team begiver sig gennem metrotunnelen, hvor de finder det afsporede tog fyldt med styrtede passagerer. De er i stand til at få alle passagererne af, men Stanley har mistanke om, at togføreren stadig er savnet og går hele vejen tilbage for at finde ham. Stanley finder lokoføreren og går tilbage for at undslippe toget, kun for sent til at lande i lavastrømmen og blive slugt ihjel, men lokoføreren overlever.
Michael og Amy møder politiløjtnant Ed Fox, og de planlægger at stable en horde af betonbarrierer, som ville blokere lavaen i dens vej. Planen virker, og en flåde af helikoptere kaster vand ned på lavaen og vulkanen i udbrud og undertrykker begge. Det danner en skorpe, når lavaen afkøles og hærdes, og vulkanen holder op med at gå i udbrud. Amy forudsiger, at der stadig dannes magma under jorden, som vil rejse gennem den røde linje-tunnel og gå ud mod vest. Med beviser, der har vist sig at være sande, begynder den vestlige side af byen at evakuere. Michael planlægger at nedbryde en 22-etagers ejerlejlighedsbygning, som ville blokere lavaen i dens vej og omdirigere mod havet. For at gøre det rigger Michael og politiet gaderne og bygningen til med dynamit, lige indtil lavaen bryder ud af jorden og danner en massiv gejser. Mens civile flygter ind i et panisk vanvid, begynder politiet nedrivningen, men Michael får øje på Kelly og en lille dreng, der skynder sig ind for at redde begge. Bygningen rives ned, og den omdirigerer lavastrømmen mod havet, som afkøles og hærder.
Michael, Kelly og den lille dreng er stadig i live efter at være kommet ud af bygningens rester. Det begynder at regne, og de resterende civile har et kæmpe lettelsens suk. I kølvandet er næsten hundrede mennesker døde, tusinder flere er blevet såret, og skader for milliarder af dollars er blevet forårsaget under denne katastrofe.